# Чон Вон Сік
Чон Вон Сік (кор. 정원식, 鄭元植, Jeong Wonsik, Chŏng Wontik; 5 серпня 1928 — 12 квітня 2020) — корейський педагог і політик, двадцять третій прем'єр-міністр Республіки Корея.

## Життєпис
З 1951 по 1955 рік служив офіцером в армії Південної Кореї. Після цього він працював професором Сеульського національного університету. За час перебування на посаді міністра освіти він створив міцну репутацію. Президент Ро Де У призначив його виконувачем обов'язки прем'єр-міністра 24 травня 1991 року. 8 липня 1991 року його призначили прем'єр-міністром Південної Кореї. Він був одним із трьох кандидатів на посаду мера Сеула у 1995 році.